# Петрова, Александра Егоровна
Александра Егоровна Петрова (15 декабря 1919 — 17 апреля 1995) — передовик советского сельского хозяйства, звеньевая колхоза имени Ворошилова Яльчикского района Чувашской АССР, Герой Социалистического Труда (1948).

## Биография
Родилась в 5 декабря 1919 года в селе Янтиково, ныне Яльчикского района республики Чувашия в крестьянской семье.
Закончила обучение в начальной школе. Трудоустроилась в местный колхоз имени Ворошилова, звеньевой полеводческой бригады по выращиванию зерновых культур.
В 1947 году звено Петровой добилась высоких производственных показателей, получен урожай ржи 35,4 центнеров с гектара на площади 9 гектаров.
Указом Президиума Верховного Совета СССР от 19 марта 1948 года за получение высоких результатов в сельском хозяйстве и рекордные показатели в уборке урожая зерновых Александре Егоровне Петровой было присвоено звание Героя Социалистического Труда с вручением ордена Ленина и медали «Серп и Молот».
Позже продолжала трудиться в полеводческом звене по выращиванию конопли, а затем стала трудиться птичницей. В 1959 году колхоз переименован в колхоз «Победа».
Вырастила троих племянников, мать которых сестра Александры была инвалидом, а отец погиб на фронте.
Проживала в селе Янтиково. Умерла 17 апреля 1995 года.

## Награды
За трудовые успехи была удостоена:
- золотая звезда «Серп и Молот» (19.03.1948)
- орден Ленина (19.03.1948)
- другие медали.